# Енергоспоживання
Споживання енергії  (грец. ἐνέργεια-діяльний, активний) — це кількість енергії або сили, яка використовується/використовувалась.

## Біологія
В організмі споживання енергії є частиною енергетичного гомеостазу. Це походить від харчової енергії. Споживання енергії в організмі є продуктом швидкості основного метаболізму та рівня фізичної активності. Рівень фізичної активності визначається для невагітної дорослої людини, що не годує груддю, як загальний витрата енергії цієї людини (TEE) за 24 години, поділений на його або її основний рівень метаболізму (BMR):
{\displaystyle {\text{PAL}}={\frac {\text{TEE/24h}}{\text{BMR}}}}

## Види
Розрізняють енергоспоживання:
- в живому світі (наприклад, енергоспоживання людини)
- в техніці (наприклад, енергоспоживання пристрою, установки тощо)
- територіальне енергоспоживання — регіону, країни
- глобальне енергоспоживання (енергоспоживання людства)

## Сучасне енергоспоживання людства
Мінімум енергії, необхідний для підтримки життєдіяльності людини (в первісному і сучасному світі), дорівнює 12,6 МДж на день або 4,18•103 МДж на рік, що еквівалентно енергії, яка виділяється при спалюванні 125 кг нафти. У зв’язку з підвищенням вимог людей до комфорту на початку XX століття споживання енергії перевищило біологічно необхідний рівень у 5,5 раза, у 1980 р. – в 13,3 раза, а на початку XXI століття – в 23-25 разів.
У середньому одна людина за рік споживає енергію 2,2 т у.п. (тонн умовного палива), у той час як у США споживання енергії дорівнює 12, у Німеччині – 6, а в країнах Африки – 0,1 т у.п., що на 40% менше мінімуму енергії для підтримки життєдіяльності людини.
Темпи приросту використання геоенергетичних ресурсів становлять 3-4% на рік. Приріст у 4% означає збільшення їх кількості за 30 років утричі, а за 100 років – в 50 разів, тобто приріст використання енергоресурсів випереджує приріст числа землян. Світове використання енергоресурсів по роках у тоннах умовного палива (т у.п.) наведено в таблиці 1.1.
На початку XXI сторіччя на Землі щорічно споживається понад 14 млрд т у.п. енергії. За прогнозом Всесвітньої Енергетичної Ради і Міжнародного інституту прикладного системного аналізу (WEC/IIASA) у 2020 р. глобальне енергоспоживання людства складе 19,4 млрд т у.п.
У найближче десятиліття зростання попиту на 90% буде покриватися за рахунок використання палива. Слід зазначити, що питоме енергоспоживання на одиницю виробленої продукції в країнах Східної Європи, у тому числі й в Україні, у 15 разів вище, ніж у Японії, у 10 разів вище, ніж у Франції, у 5-6 разів вище, ніж у США. На 1 долар США продукції в Японії витрачається 0,13, у Франції – 0,19, у Південній Кореї – 0,31, США – 0,35 кг, а в країнах Східної Європи – 1,9-2,2 кг нафтового еквівалента. Це свідчить про значні можливості нашої країни щодо енергозбереження.

## Демографія
Темами, пов'язаними із споживанням енергії в демографічному сенсі, є:
- Постачання енергії у всьому світі
- Світове споживання енергії
- Внутрішнє споживання енергії
- Споживання електричної енергії

### Ефекти споживання енергії
- Вплив енергетичної промисловості на навколишнє середовище
  - Глобальне потепління
- Закон Уайта

### Зниження споживання енергії
- Енергозбереження, практика зменшення кількості енергії, що використовується
- Ефективне використання енергії